# John Menger

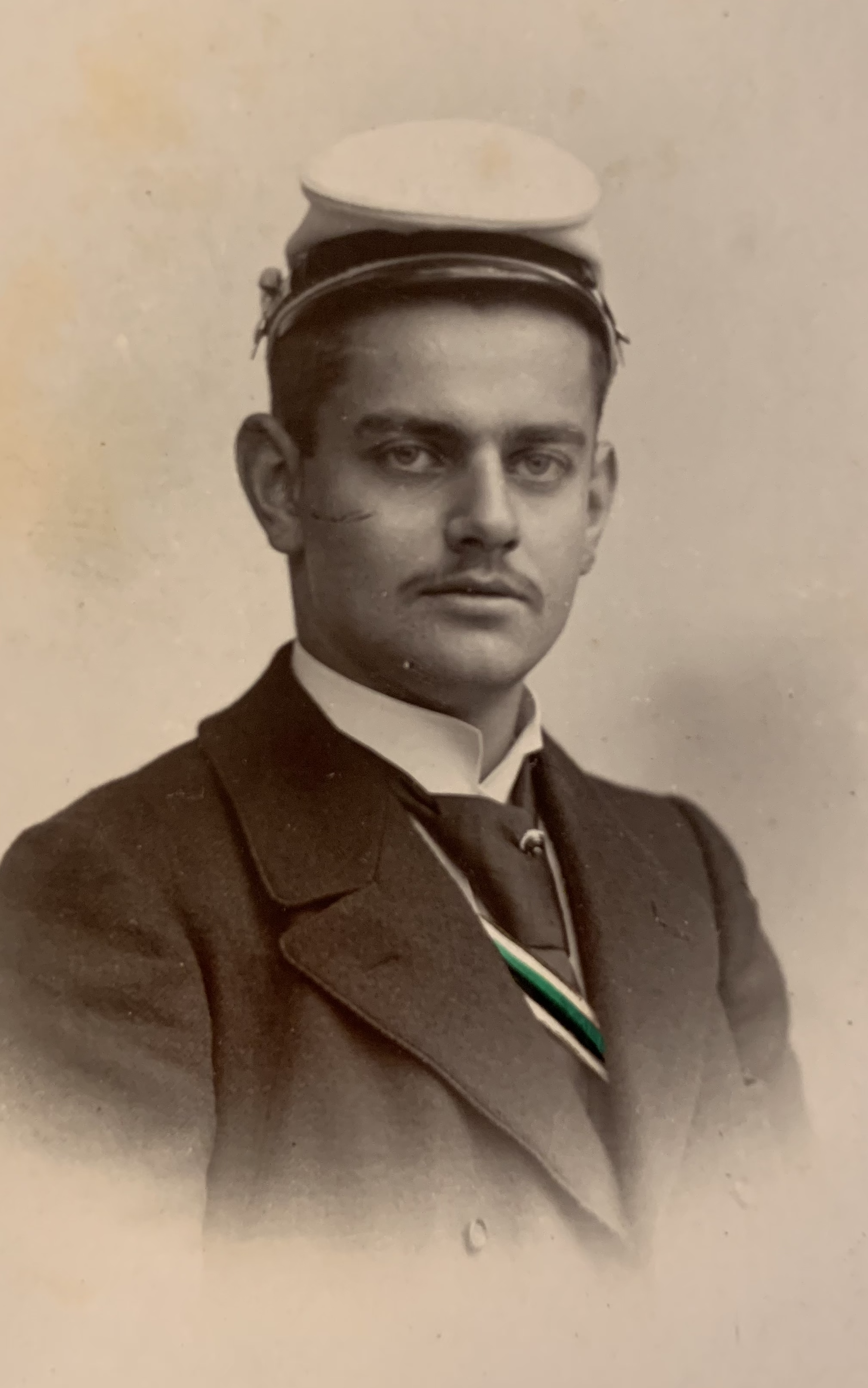
John Menger

John Gustav Ernst Menger (* 6. April 1876 in Voßberg, Kreis Saatzig; † 5. Mai 1941 in Berlin) war ein deutscher Verwaltungsjurist und Parlamentarier.

## Leben
John Menger war Sohn eines Verwaltungsjuristen und Rittergutsbesitzers. Er studierte an der Ruprecht-Karls-Universität Heidelberg Rechtswissenschaft. 1897 wurde er im Corps Saxo-Borussia Heidelberg recipiert. Nach dem Studium trat er in den preußischen Verwaltungsdienst. Nach verschiedenen Laufbahnstationen als Regierungsrat wurde er 1916 zunächst zum provisorischen Landrat im Kreis Sulingen bestellt. Seine definitive Bestellung als Landrat dort erfolgte 1918. Von August 1918 bis 1920 saß Menger im Provinziallandtag der Provinz Hannover. 1926 wurde er als Landrat in den Kreis Osterode in Ostpreußen versetzt. Der Sulinger Kreistag richtete zu seinem Abschied eine mit 10.000 Reichsmark dotierte Frau Landrat Menger Stiftung ein. In seine Osteroder Amtszeit fällt die Einweihung des Tannenberg-Denkmals. 1933 wurde von den Nationalsozialisten ein Strafverfahren gegen Menger eingeleitet, er wurde seines Amtes enthoben und 1934 zum Regierungspräsidium des Regierungsbezirks Kassel versetzt. Am 1. August 1937 verzog er von Kassel nach Berlin. Er starb kurz nach seinem 65. Geburtstag.